# Жозеп Боррель
Жозеп Боррель Фонтельєс (кат. Josep Borrell Fontelles; нар. 24 квітня 1947, Побла-де-Сегу, Каталонія, Іспанія) — іспанський політик, член Іспанської соціалістичної робочої партії (ІСРП), з 20 липня 2004 до 16 січня 2007 — голова Європейського парламенту. З 1 грудня 2019 до 30 листопада 2024 року — Високий представник Європейського Союзу з питань закордонних справ і політики безпеки.
Жозеп Боррель входить до Партії європейських соціалістів (ПЄС) і очолював іспанську делегацію. З січня 2007 року до січня 2009 року він був головою комітету з розвитку. 12 грудня 2008 року Боррель був висунутий на посаду президента Інституту Європейського університету і отримав її в січні 2010.
З 7 червня 2018 року до 30 листопада 2019 року обіймав посаду міністра закордонних справ в іспанському уряді Педро Санчеса.

## Раннє життя та кар'єра
Жозеп Боррель Фонтельєс народився 24 квітня 1947 року в каталонському селі Ла-Побла-де-Сегур, провінція Льєйда, в сім'ї пекаря Джоана Борреля (батько) і Луїзи Фонтельєс Долль (мати). Його бабуся і дідусь по батьківській лінії проживали декілька років в Аргентині, де у них була пекарня в місті Мендоса, недалеко від парку генерала Сан-Мартіна. Вони повернулися до Іспанії, коли Джоанові Боррелю, батькові Жозепа, було вісім років. Батько Борреля прибув до Іспанії незадовго до початку громадянської війни в Іспанії, і після цього він ніколи не покидав своє село Ла-Побла-де-Сегур.
Після початкової освіти, через віддаленість його села, Жозеп Боррель навчався вдома за допомогою своєї матері та вчителя на пенсії. Склавши іспити на ступінь бакалавра в середній школі Леріди, він здобував вищу освіту завдяки кільком стипендіям, у тому числі від Фонду Хуана Марча (кат. Fundación Juan March) та програми Фулбрайта. В 1964 році він переїхав до Барселони, щоб вивчати промислову інженерію, але через рік поїхав вивчати авіаційну техніку в Мадридському технічному університеті (UPM). Вищу освіту закінчив у 1969 році. Влітку 1969 Боррель працював волонтером в кібуці Гал Он в Ізраїлі, де він зустрів свою майбутню дружину Кароліну Маєр, з якою він зараз розлучений. Згодом здобув ступінь бакалавра, а в травні 1976 року доктора економічних наук в Мадридському університеті Комплутенсі (UCM). Боррель також має ступінь магістра прикладної математики (дослідження операцій) Стенфордського університету в Пало-Альто (Каліфорнія, США) та аспірантуру з економіки енергетики Французького інституту нафти у Парижі (Франція).
З 1972 по 1982 рік читав лекції з математики у Вищому технічному училищі авіаційної техніки УПМ. У 1982 році він був призначений ад'юнкт-професором бізнес-математики в Університеті Вальядолід. З 1975 по 1982 рік він також працював у компанії Cepsa у відділі систем та інформаційних технологій; він поєднував цю діяльність з викладанням в університеті та участю у місцевій політиці.

## Політична кар'єра

### Роль під час правління Гонсалеса

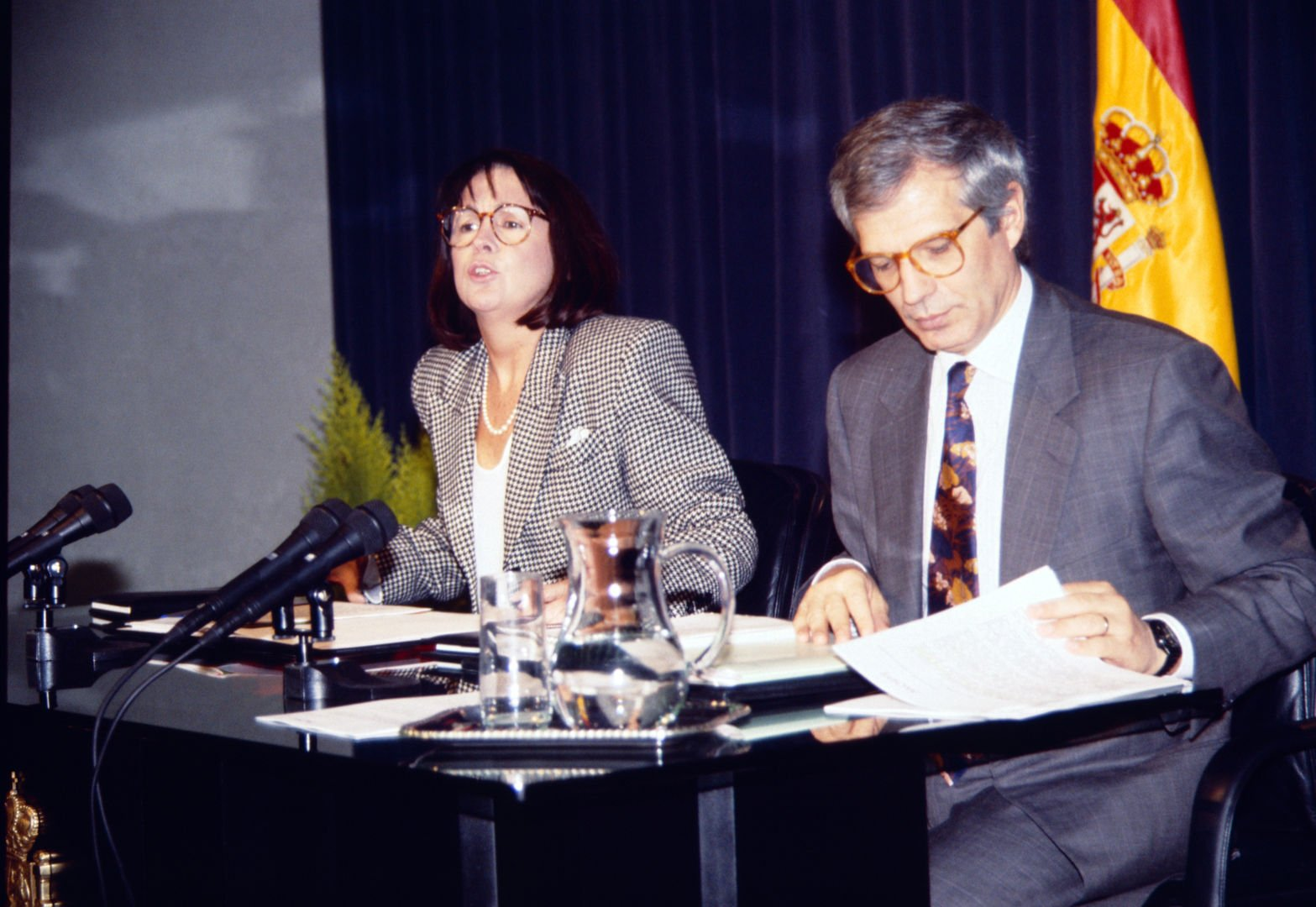
У 1991 році поряд з Розою Конде, під час спільної прес-конференції

У 1991 році він увійшов до складу Ради міністрів як міністр громадських робіт і транспорту.
Після загальних виборів 1993 року Боррель продовжив займати місце у Раді міністрів, взявши він портфель міністра громадських робіт, транспорту та довкілля в останньому уряді під головуванням Феліпе Гонсалеса.

### Президент Європейського парламенту
2004 року прем'єр-міністр Іспанії й генеральний секретар ІСРП Хосе Луїс Сапатеро запропонував Боррелю очолити список кандидатів від соціалістів на європейських виборах до парламенту. У підсумку на виборах Європейського парламенту Боррель отримав абсолютну більшість голосів (388 із 700) у першому турі голосування. Двома іншими кандидатами були польський ліберал Броніслав Геремек (208 голосів) та французький комуніст Франсіс Вюртц (51 голос). У рамках угоди з консервативною фракцією в парламенті (Європейською народною партією), у другій половині терміну, Борреля на посаді президента змінив німецький політик від консерваторів Ганс-Герт Петтерінг (2007 — червень 2009).

### Міністр закордонних справ, 2018–2019
Після успішного вотуму недовіри Маріано Рахой у 2018 році та подальшого призначення Педро Санчеса новим прем'єр-міністром 5 червня Боррель був оголошений обраним Санчесом на посаду міністра закордонних справ у його новому уряді. Через 22 роки після закінчення свого останнього перебування на посаді члена уряду Іспанії 7 червня Боррель взяв на себе обов'язки із закордонних справ, Європейського союзу та співробітництва разом з рештою нового кабінету в Ла Сарсуела. Нове міністерство перемістило деяких високопосадовців, призначених урядом Маріано Рахоя з дипломатичним минулим, на посади послів, у тому числі державних секретарів і насамперед колишнього міністра закордонних справ (Альфонсо Дастіса) та начальника штабу прем'єр-міністра. (Хорхе Морагас).
Він пішов у відставку 29 листопада 2019 року, і його змінила тимчасовий виконувач обов'язків міністра оборони Маргарита Роблес.

### Верховний представник Європейського Союзу з питань закордонних справ і політики безпеки

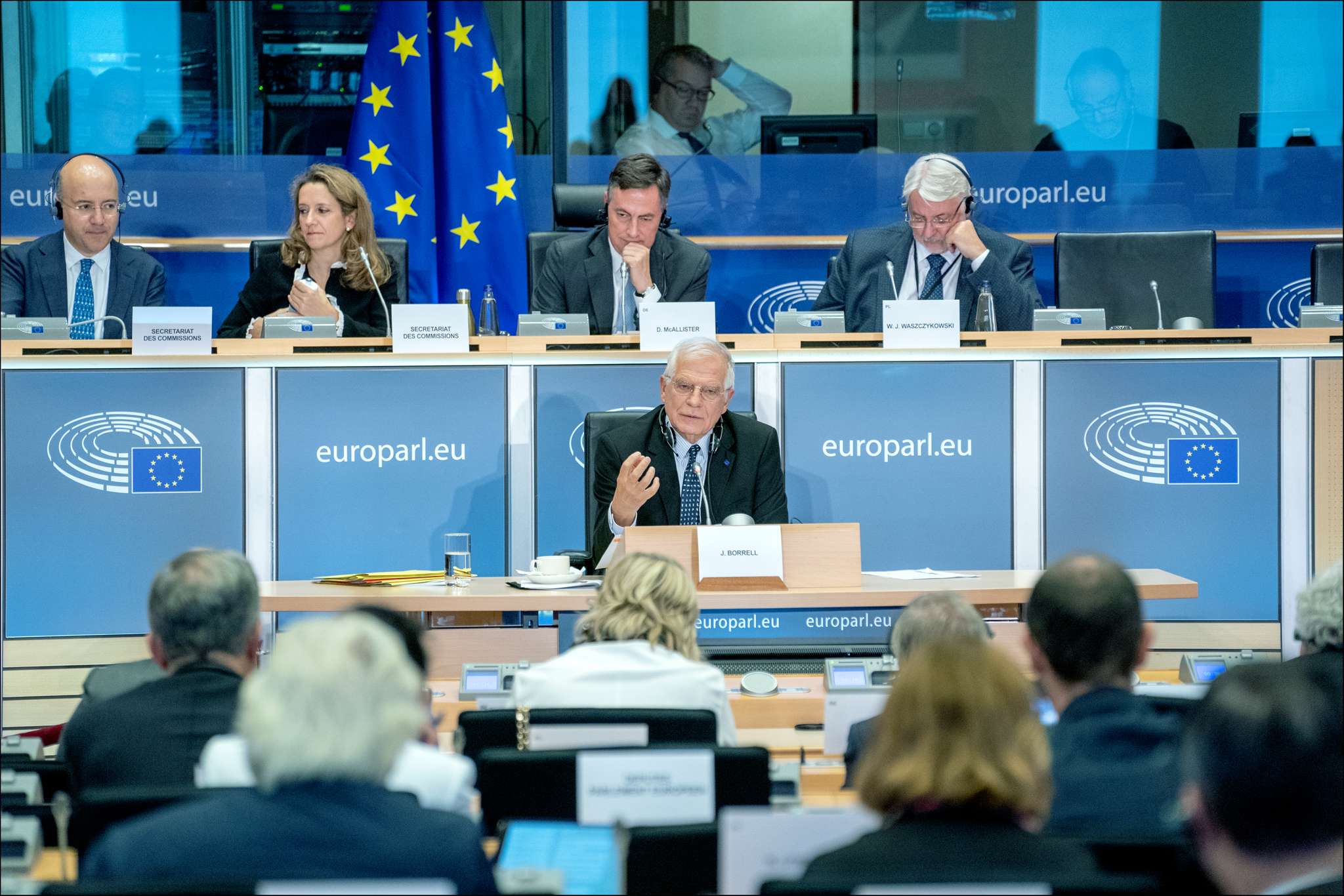
Боррель дає свідчення перед комітетом Європарламенту із закордонних справ у 2019 році на слуханнях щодо його затвердження як Високого представника

2 липня 2019 року президент Європейської ради Дональд Туск оголосив, що Європейська рада висуне Жозепа Борреля на посаду Верховного представника Союзу із закордонних справ та політики безпеки. Повідомляється, що портфель був доповнений додатковими обов'язками в галузі гуманітарної допомоги, підтримки політики розвитку в Африці та зовнішнього виміру імміграції. Також у липні 2019 р. він оголосив про набуття подвійного аргентинсько-іспанського громадянства, отриманого 18 липня 2019 р., таким чином отримавши громадянство, з яким народився його батько.

## Боррель та Україна

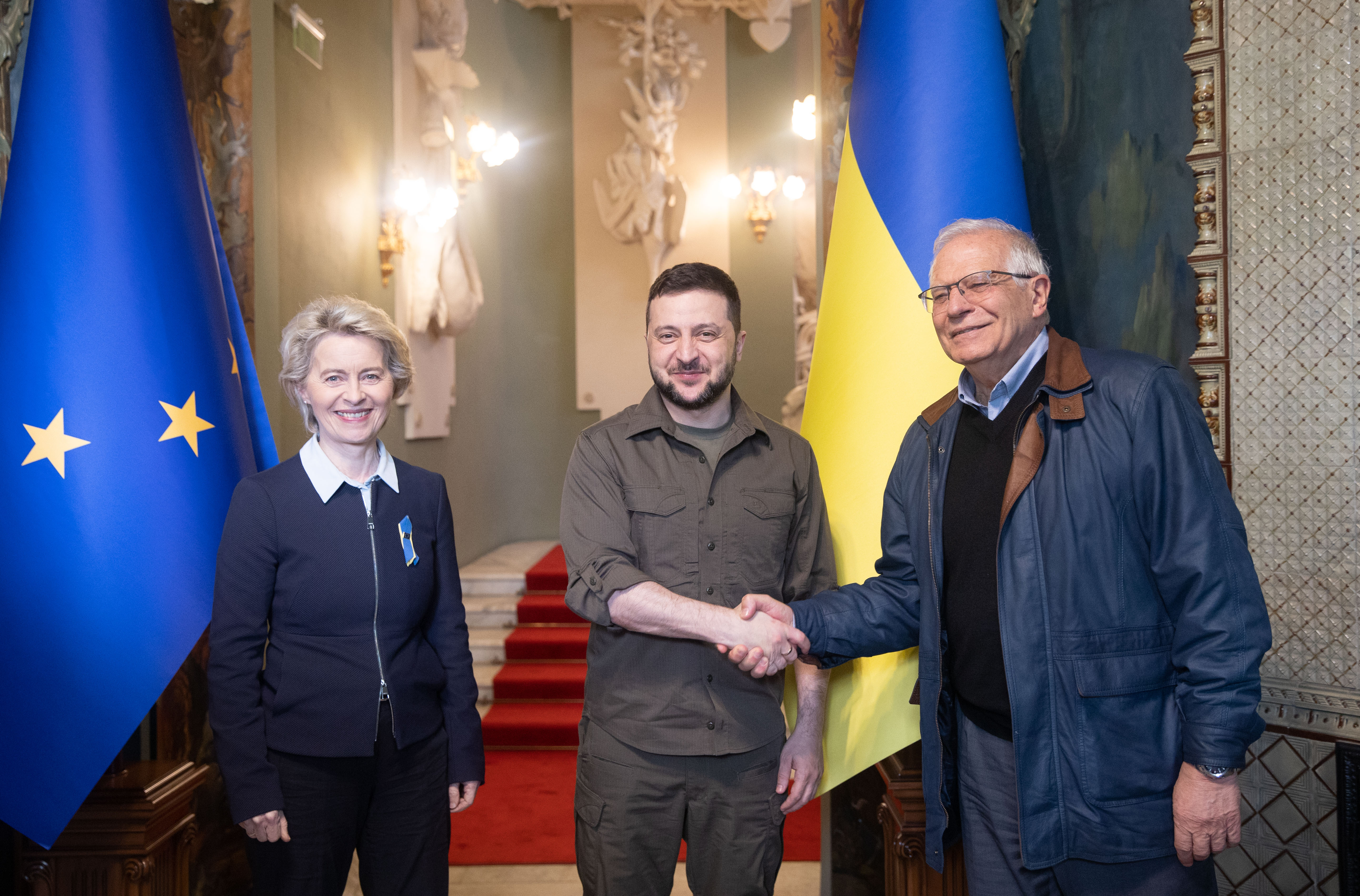
Верховний представник ЄС Жозеп Боррель із президентом України Володимиром Зеленським та президентом Європейської комісії Урсулою фон дер Ляєн у Києві у квітні 2022 р.

22 лютого 2022 року, після того, як Росія визнала так звані «ДНР» і «ЛНР», і згодом ввела війська в ці два регіони, Боррель виступив із заявою, що засуджує дії, і закликав Росію повернутися до принципів нормандського формату. Після російського вторгнення в Україну 24 лютого Боррель і президент Європейської комісії Урсула фон дер Ляєн були у складі делегації ЄС, яка відвідала Київ 8 квітня. Боррель заявив, що хоче, щоб країни ЄС конфіскували заморожені валютні резерви. Російського центрального банку, які становлять понад 300 мільярдів доларів, для покриття витрат на відновлення України після війни.
Напередодні Дня Незалежності України президент України Володимир Зеленський нагородив Борреля орденом «За заслуги» І ступеня за значні особисті заслуги у зміцненні міждержавного співробітництва, підтримку державного суверенітету й територіальної цілісності України та вагомий внесок у популяризацію Української держави у світі.
В інтерв'ю La Sexta заявив, що якщо колективний захід перестане надавати Україні допомогу, то за декілька днів Україна капітулює.

## Скандали
Попри те, що кілька країн ЄС застерігали від цього, Боррель вирішив з власної ініціативи здійснити першу за чотири роки поїздку високого рівня з ЄС до Росії на тлі російських протестів 2021 року, щоб зустрітися з міністром закордонних справ Росії Сергієм Лавровим. Візит був охарактеризований депутатами Європарламенту, дипломатами та іншими політичними спостерігачами як приниження для Бореля, оскільки він стояв поруч, доки Лавров назвав ЄС «ненадійним партнером», а Росія вислала трьох дипломатів ЄС, доки Боррель та Лавров проводили спільний брифінг для преси. Це призвело до того, що група із більш ніж 70 депутатів Європарламенту закликала до відставки Борреля.

## Особисте життя
Боррель вперше був одружений з французьким соціологом Кароліною Маєр. У шлюбі народилися двоє синів, Джоан, дипломат, і Лайонел, пілот літака. Боррель і Маєр розлучилися у 1990-х роках. З 1998 року Боррель перебуває у відносинах з Крістіною Нарбоною, нинішнім президентом PSOE та колишнім міністром довкілля (2004–2008 роки). Пара, яка проживає у Вальдеморільйо з 2001 року, одружилася в липні 2018 року. 
У 2019 році він отримав аргентинське громадянство за походженням, заявивши, що бажає вшанувати пам'ять свого батька, який виріс у Мендосі, Аргентина. 
Боррель володіє іспанською, каталонською, італійською, французькою та англійською мовами.

## Нагороди

### Національні нагороди
- 1996 — Орден Карлоса III
- 2000 — Орден Ізабелли Католички
- 2007 — Орден Громадянських заслуг
- 2011 — Орден за заслуги перед Конституцією

### Іноземні нагороди
- 2006 — Орден королеви Єлени
- 2015 — Орден Почесного легіону
- 2019 — Орден «Сонце Перу»
- 2022 — Орден «За заслуги» I ст[8]
- 2024 — медаль «Хрест пошани»[9]